# Liste der Monuments historiques in Bonboillon
Die Liste der Monuments historiques in Bonboillon führt die Monuments historiques in der französischen Gemeinde Bonboillon auf.

## Liste der Objekte
| Bezeichnung                | Beschreibung                                                                            | Standort                        | Kennzeichnung | Schutzstatus | Datum | Bild |
| -------------------------- | --------------------------------------------------------------------------------------- | ------------------------------- | ------------- | ------------ | ----- | ---- |
| Reliquienmostranz          | Silber, gemarkt 1739, Goldschmied Jean-Baptiste Charmet                                 | in der Kirche St-Nicolas (Lage) | PM70000126    | Classé       | 1966  |      |
| Kelch und Patene           | Silber, vergoldet, bezeichnet 1752, Goldschmied Jacques-François Bouhier                | in der Kirche St-Nicolas (Lage) | PM70000127    | Classé       | 1966  |      |
| Reliquienmostranz          | Silber, gemarkt 1688, Goldschmied François Jurain                                       | in der Kirche St-Nicolas (Lage) | PM70000128    | Classé       | 1966  |      |
| Kommunionbank              | Eichenholz, 18. Jahrhundert                                                             | in der Kirche St-Nicolas (Lage) | PM70001880    | Inscrit      | 2004  |      |
| Skulptur Heiliger Nikolaus | Holz, farbig gefasst und vergoldet, 18. Jahrhundert                                     | in der Kirche St-Nicolas (Lage) | PM70002076    | Inscrit      | 1974  |      |
| Gittertür                  | Holz, 18. Jahrhundert                                                                   | in der Kirche St-Nicolas (Lage) | PM70001881    | Inscrit      | 2004  |      |
| Kirchenbänke               | Holz, 18. oder 19. Jahrhundert                                                          | in der Kirche St-Nicolas (Lage) | PM70001882    | Inscrit      | 2004  |      |
| Hauptaltar                 | Altartisch, Tabernakel und Retabel; Holz, farbig gefasst und vergoldet, 18. Jahrhundert | in der Kirche St-Nicolas (Lage) | PM70002077    | Inscrit      | 1974  |      |